# Kertész Tamás (labdarúgó, 1929)
Kertész Tamás (Budapest, 1929. április 1. – Debrecen, 1989. március 2.) válogatott magyar labdarúgó, csatár, edző. Unokája Konta Johanna ausztrál születésű, brit színekben versenyző teniszező.

## Pályafutása

### Klubcsapatban
Az Albertfalvai SC-ben kezdett futballozni, ahol 15 évesen a felnőtt csapatban szerepelt. Ezután a Budapesti Lokomotív játékosa volt. 1953 és 1960 között volt a Ferencváros játékosa, ahol egy bajnoki ezüst- és három bronzérmet szerzett a csapattal. A Fradiban 179 mérkőzésen szerepelt (97 bajnoki, 69 nemzetközi, 13 hazai díjmérkőzés) és 54 gólt szerzett (29 bajnoki, 25 egyéb). 1960 és 1963 között a Debreceni MVSC játékosa volt.

### A válogatottban
1955-ben két alkalommal szerepelt a válogatottban. Több alkalommal volt B válogatott és utánpótlás válogatott.

### Edzőként
1964-ben a Debreceni Dózsa edzője lett. 1965-ben a Debreceni Elektromos csapatát irányította. 1967 elejétől a Hajdúsági Iparművek csapatát trenírozta. 1967 nyarától Etiópiában dolgozott Dire Dawában. Itt a városban élő válogatott játékosokkal foglalkozott és felügyelte a helyi klubok szakmai munkáját. Innen 1968 nyarán tért haza és a Debreceni Elektromos edzője lett. 1970 januárjától az MGM Debrecen (Csapágygyár) szakmai munkájáért felelt. 1971 nyarától 1973-ig Ghánában az Ashante Kotoko csapatánál tevékenykedett. Klubjával 1972-ben a Kupagyőztesek Afrika-kupájában a döntőig jutott és ghánai bajnok lett. Innen 1973 márciusában jött vissza Magyarországra. 1973 júniusától ismét az NB2-es MGM, majd a Debreceni MTE edzője volt. 1976 márciusától az iráni egyetemi válogatott mellett tevékenykedett. 1978 őszétől a líbiai Ittihad Tripoli edzője lett. 1982 januárjában a Debreceni Hunyadi TSz csapatát irányította. 1984 márciusától a Debreceni MVSC vezetőedzőjének nevezték ki. 1987-ben a Mikepércs trénere volt.
Magyarországi edzősködése idején mérnökként is dolgozott. (Titász, Magyar Gördülőcsapágy Művek)

## Sikerei, díjai
- Magyar bajnokság
  - 2.: 1959–60
  - 3.: 1954, 1955, 1957–58
- Magyar kupa (MNK)
  - győztes: 1958

## Statisztika

### Mérkőzései a válogatottban
| Magyarország | Magyarország      | Magyarország           | Magyarország  | Magyarország | Magyarország | Magyarország | Magyarország | Magyarország |
| #            | Dátum             | Helyszín               | Hazai         | Eredmény     | Vendég       | Kiírás       | Gólok        | Esemény      |
| ------------ | ----------------- | ---------------------- | ------------- | ------------ | ------------ | ------------ | ------------ | ------------ |
| 1.           | 1955. október 2.  | Prága, Strahov-stadion | Csehszlovákia | 1 – 3        | Magyarország | Európa-kupa  | -            |              |
| 2.           | 1955. október 16. | Budapest, Népstadion   | Magyarország  | 6 – 1        | Ausztria     | Európa-kupa  | -            | 38'          |
|              | Összesen          |                        |               | 2            | mérkőzés     |              | 0            | gól          |